# Piper lucigaudens
Piper lucigaudens är en pepparväxtart som beskrevs av C. Dc.. Piper lucigaudens ingår i släktet Piper och familjen pepparväxter. Utöver nominatformen finns också underarten P. l. allenii.